# دون دبليو. كليفلاند
دون دبليو. كليفلاند (بالإنجليزية: Don W. Cleveland)‏ هو كيميائي أمريكي، ولد في 26 أغسطس 1950 في وينسفيل في الولايات المتحدة.